# Мансурово (городской округ Истра)
Мансурово — деревня в Костровском сельском поселении Истринского района Московской области. Население — 19 чел. (2016), в деревне 2 улицы, зарегистрировано 3 садовых товарищества. С Истрой деревня связана автобусным сообщением (автобус № 34). К деревне приписана церковь Николая Чудотворца 1875 года постройки (на месте деревянной 1620-х годов).
Находится примерно в 12 км на юго-запад от Истры, на правом берегу реки Молодильни, высота над уровнем моря 197 м. Ближайшие населённые пункты: практически примыкающее с северо-запада Корсаково, Петрово в 2 км на юго-запад и Татищево в 2 км на юг.

## Население
| 1859 | 1890 | 1899 | 1926 | 2002 | 2006 | 2010 |
| ---- | ---- | ---- | ---- | ---- | ---- | ---- |
| 282  | ↘108 | ↗144 | ↘138 | ↘15  | ↘3   | ↗9   |
| 2016 |      |      |      |      |      |      |
| ↗19  |      |      |      |      |      |      |